# Elektromagnet

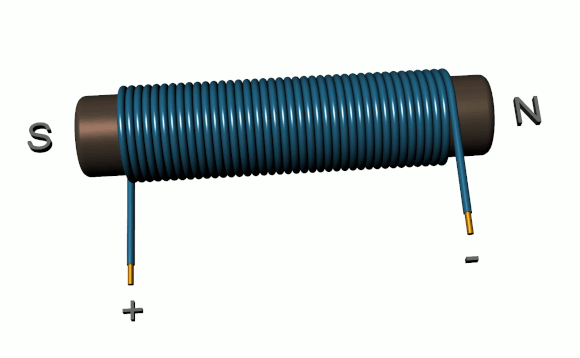
Jednoduchý elektromagnet

Elektromagnet je cívka s jádrem z magneticky měkké oceli, používaná k vytváření dočasného magnetického pole. Princip spočívá v přeměně energie elektromagnetického pole na energii mechanickou. Magnetická síla zde vzniká při průchodu elektrického proudu vinutím cívky na ocelovém jádře, které přitahuje pohyblivou část - kotvu. Magnetický tok elektromagnetu a přitažlivá síla elektromagnetu přímo závisí na velikosti elektrického proudu protékajícího cívkou, počtu závitů cívky a nepřímo na délce vzduchové mezery mezi jádrem a kotvou. V praxi je přitažlivá síla omezena celkovou magnetickou vodivostí jádra elektromagnetu a rozptylem magnetického toku. Relativní magnetická vodivost feromagnetik je poměrně malá.
Hlavní výhodou elektromagnetu oproti permanentnímu magnetu je, že magnetické pole lze rychle měnit řízením velikosti elektrického proudu ve vinutí. Na rozdíl od permanentního magnetu, který nepotřebuje žádné napájení, však elektromagnet vyžaduje nepřetržitý přívod proudu k udržení magnetického pole.

## Využití
Elektromagnety jsou široce používány jako součásti jiných elektrických zařízení, jako jsou elektrickým zvonek motory, generátory, elektromechanické ventily, relé, reproduktory, pevné disky a přístroje MRI. Elektromagnety se také používají v průmyslu pro zvedání a přesun těžkých železných předmětů, jako je železný šrot a ocel. Elektromagnet se používá, mimo jiné, také v automobilovém průmyslu například jako snímač otáček klikového hřídele, nebo pro brzdění tramvajových vozů.

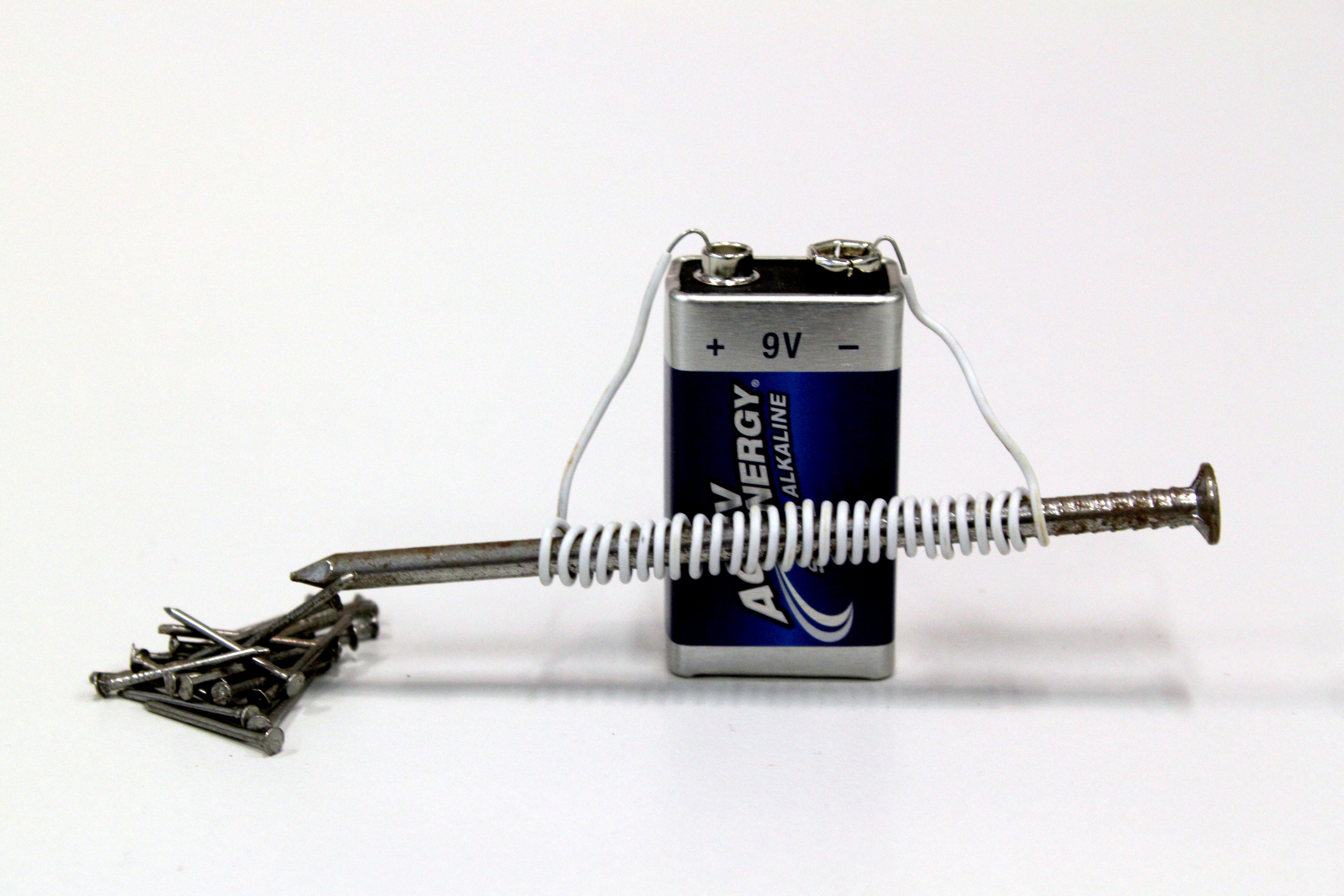
Jednoduchý elektromagnet z 9V baterie a vodiče navinutého na železném jádře.
Polaritu elektromagnetu určuje Ampérovo pravidlo pravé ruky
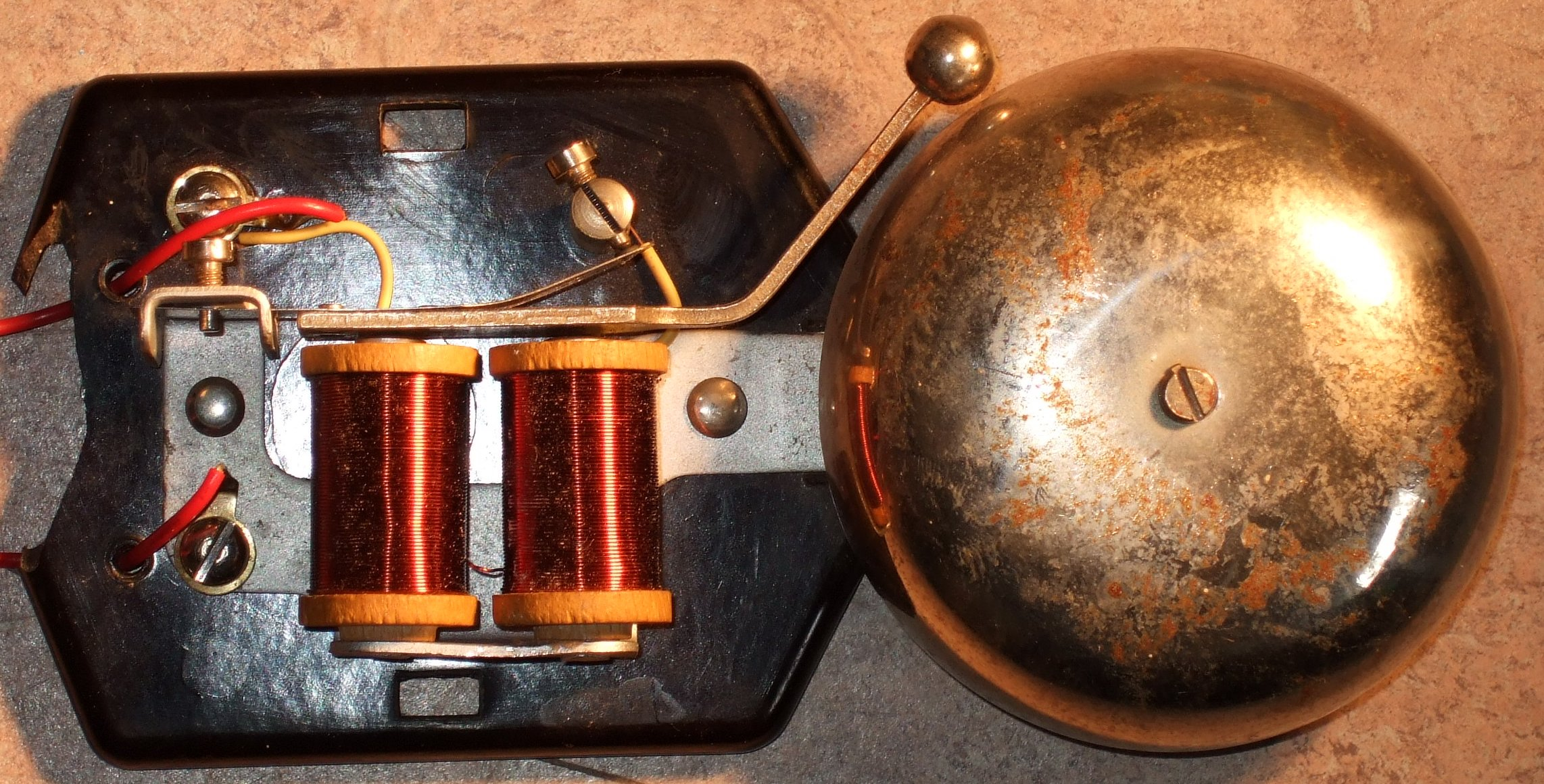
Elektromagnety v domovním zvonku
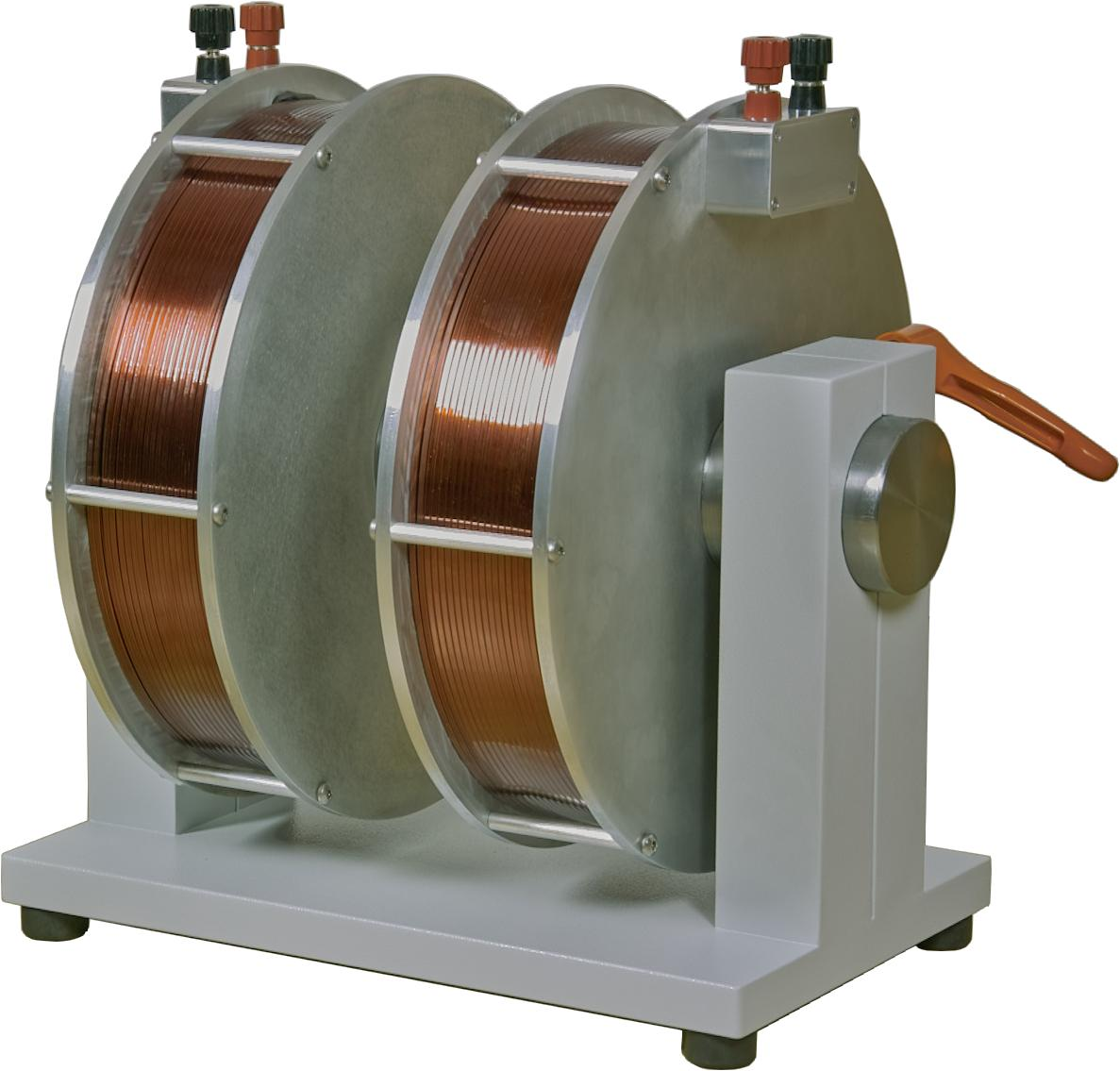
Laboratorní elektromagnet
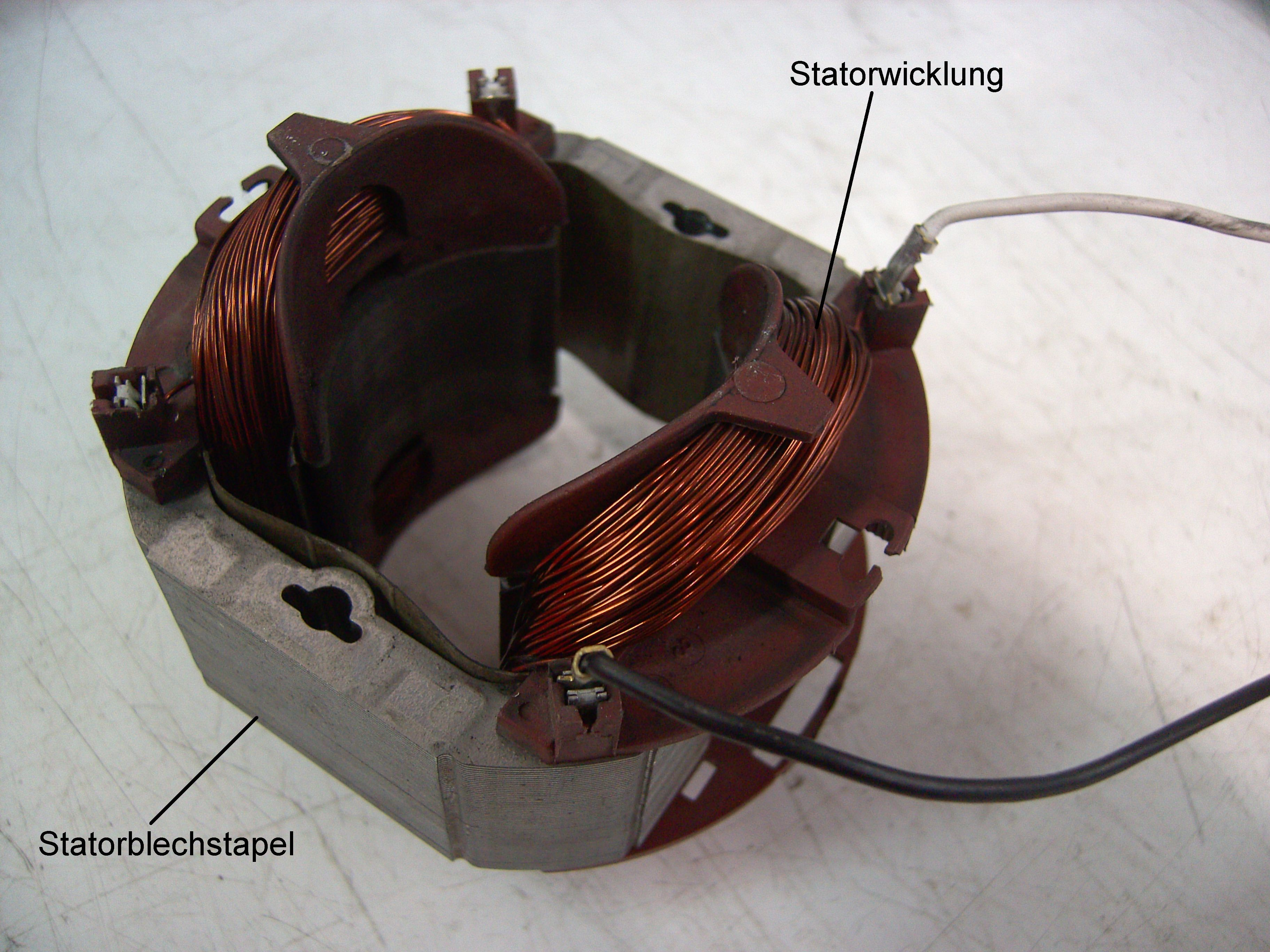
Elektromagnet ve statoru univerzálního elektromotoru
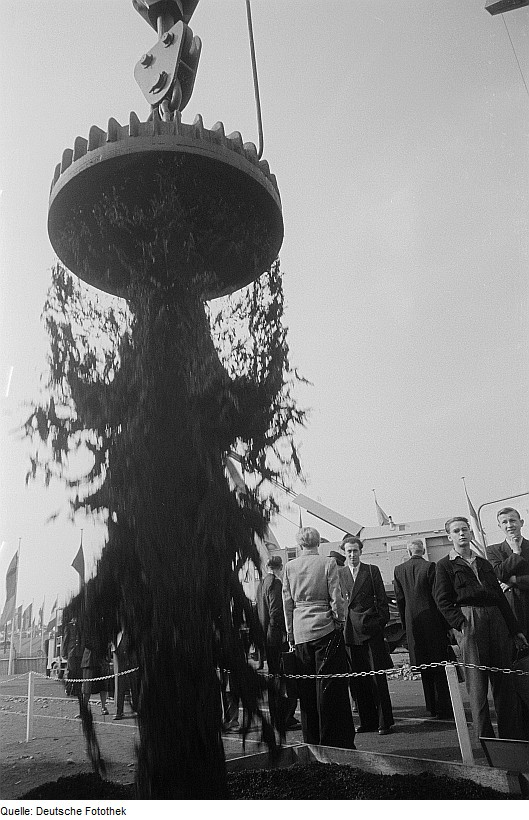
Zdvihání železného šrotu elektromagnetem

## Stejnosměrný elektromagnet

Elektromagnet

Stejnosměrné elektromagnety jsou výhodnější než střídavé z hlediska proudových poměrů a jejich vlivu na silové poměry, rozměry a využití magnetického obvodu. Proud v ustáleném stavu je dán pouze napětím a odporem cívky a nezávisí na poloze kotvy. Protože proud cívky je úměrný magnetickému napětí elektromagnetu, je po přitažení kotvy nutná jen malá síla pro udržení a tudíž i malý proud. Budící cívky velkých stejnosměrných elektromagnetů stykačů se proto někdy navrhují poddimenzované a po přitažení se proud cívkou zmenší zapojením odporu do jejího obvodu, aby nedošlo ke spálení cívky.

### Výpočet přítažné síly
Při použití magnetu podle obrázku se magnetický tok vyvolaný proudem protékajícím cívkou uzavírá přes jádro elektromagnetu a kotvu, které jsou odděleny dvěma vzduchovými mezerami. Magnetický odpor elektromagnetu je převážně dán odporem vzduchových mezer; odpor železa (jádra a kotvy) je tak malý, že jej lze zanedbat:
{\displaystyle R_{M}={\frac {l}{{\mu }_{0}{\mu }_{R}S}}\approx {\frac {2d}{{\mu }_{0}S}}}
Indukčnost soustavy je pak rovna:
{\displaystyle L={\frac {N^{2}}{R_{M}}}={\frac {N^{2}{\mu }_{0}S}{2d}}}
Energie akumulovaná v magnetickém poli elektromagnetu je rovna:
{\displaystyle W={\frac {1}{2}}LI^{2}={\frac {N^{2}I^{2}{\mu }_{0}S}{4d}}}
Síla je obecně dána jako derivace energie podle dráhy, tedy:
{\displaystyle F={\frac {\partial W}{\partial {d}}}=-{\frac {N^{2}I^{2}{\mu }_{0}S}{4d^{2}}}}
Budící proud je u stejnosměrného elektromagnetu dán pouze napájecím napětím a odporem cívky ({\displaystyle I={\frac {U}{R}}}). Velikost přítažné síly je tak dána napájením, vzdáleností kotvy od jádra a vlastnostmi elektromagnetického systému podle vzorce:
{\displaystyle |F|={\frac {N^{2}U^{2}{\mu }_{0}S}{4R^{2}d^{2}}}}, kde:
- N - počet závitů cívky
- U - napájecí napětí
- μ0 -  absolutní permeabilita
- S - průřez magnetického obvodu (plocha dotyku kotvy a jádra)
- R - elektrický odpor cívky
- d - vzdálenost kotvy od jádra

## Střídavý elektromagnet
U střídavých jednofázových elektromagnetů je proud určen odporem a vlastní indukčností cívky, která závisí na poloze kotvy. Je-li odpor cívky zanedbatelný vůči její reaktanci, bude magnetický tok konstantní a elektromagnet vyvozuje konstantní tah při libovolné poloze kotvy. Odpor, který nelze zanedbat, se projeví pozměněním této ideální tahové charakteristiky. Ve výchozí poloze při velké vzduchové mezeře je impedance cívky malá a cívka odebírá velký proud. Úbytek napětí vyvolaný na odporu cívky způsobí, že úbytek napětí na reaktanci poskytne magnetický tok podstatně menší. Proto počáteční tah bude poměrně malý. Zmenšuje-li se vzduchová mezera, zvětšuje se reaktance cívky, zmenšuje se proud a úbytek napětí na odporu cívky, zvětšuje se napětí na reaktanci, a proto se zvětšuje i tah, protože magnetický tok odpovídající napětí na reaktanci se postupně zvětšuje.